# Princess Aï
Princesse Aï (プリンセス・アイ物語, Purinsesu Ai monogatari) est un manga en 3 volumes créé par la chanteuse et guitariste de rock alternatif Courtney Love et Stuart Levy (en), et illustré par les mangakas Ai Yazawa, auteur de Nana, et Misaho Kujiradou. Il a été publié pour la première fois au Japon en 2004-2005 dans le magazine Wings.
Il introduit une nouvelle vague dans la BD japonaise[réf. souhaitée], celle du « fashion manga », où  les tenues sont très stylisées et travaillées.

## Résumé
Une jeune femme amnésique, Aï, se réveille perdue dans les bas-fonds de Tokyo. Elle va devoir trouver des indices pour savoir qui elle est, la raison de sa présence sur Terre et quel secret renferme son étrange boîte en forme de cœur.
Lorsque Kent, un jeune homme tourmenté, lui propose son aide, et peut-être plus, son cœur bascule, mais les forces de l'amour et du chaos se referment autour d'elle.